# Dossow (Wittstock/Dosse)
Dossow ist ein Ortsteil der Stadt Wittstock/Dosse im Landkreis Ostprignitz-Ruppin im Nordwesten des Landes Brandenburg. Die Ortschaft ist namensgebender Stammsitz des alten brandenburgischen Adelsgeschlechts von Dossow.
Der Ort, in dem 380 Einwohner auf 14,25 km² leben (Stand: 31. Dezember 2022), liegt südöstlich vom Kernort Wittstock/Dosse. Die Dosse, ein rechter Nebenfluss der Havel, fließt durch den Ort.
Die nordwestlich verlaufende A 19 mündet beim westlich gelegenen Autobahndreieck Wittstock/Dosse in die westlich und südlich verlaufende A 24. Dossow liegt an der Bahnstrecke Kremmen–Meyenburg.
Südöstlich erhebt sich der 73 Meter hohe Steinberg.

## Sehenswürdigkeiten
- Dorfkirche
- Gedenkstätte für Opfer des Konzentrationslagers Sachsenhausen (vor der Dorfkirche)